# Kowaliwka (Bila Zerkwa)
Kowaliwka (ukrainisch Ковалівка; russisch Ковалёвка Kowaljiwka) ist ein Dorf im Westen der ukrainischen Oblast Kiew mit etwa 1500 Einwohnern (2019).

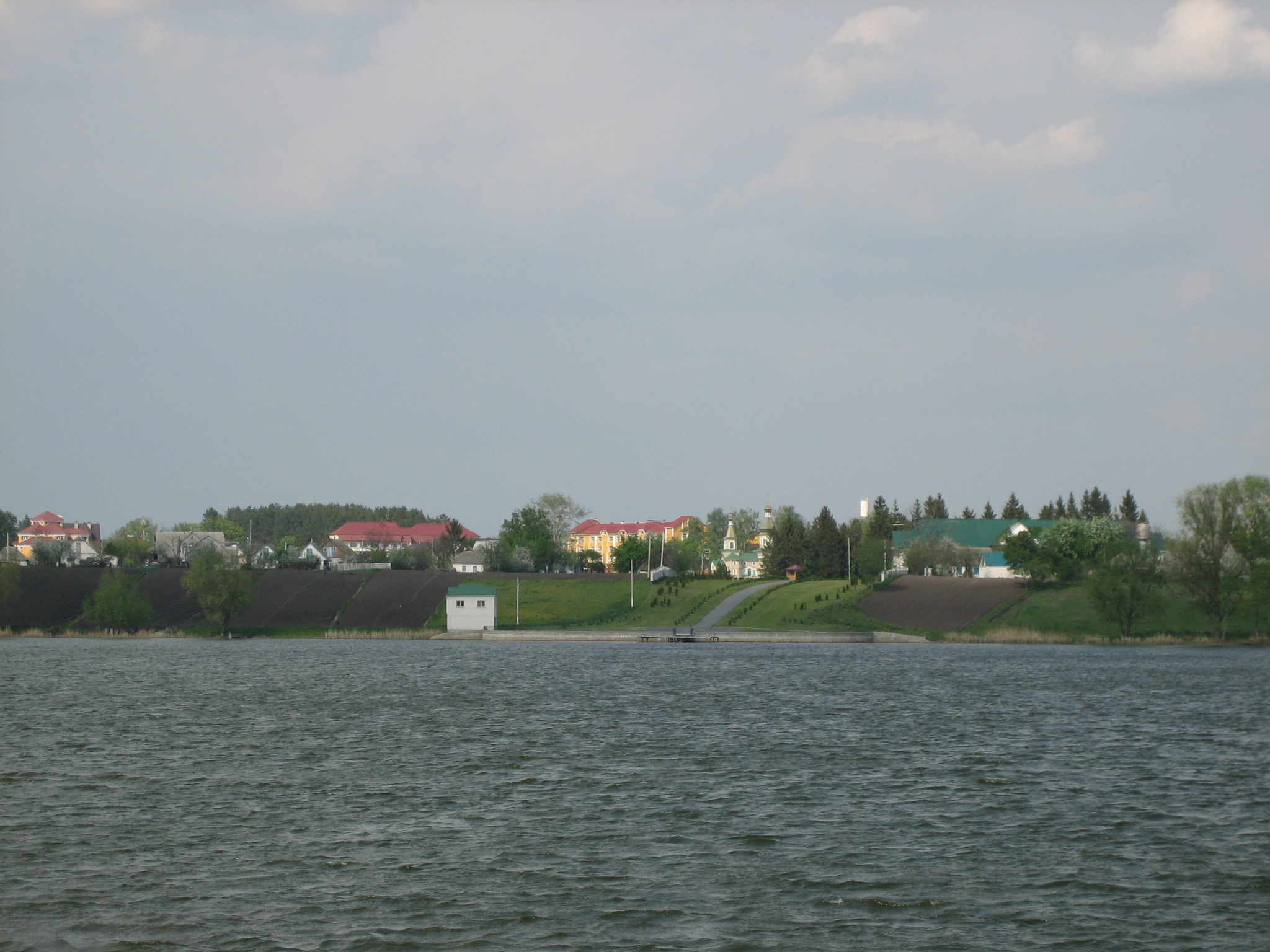
Blick von der Kamjanka auf das Dorf

Das 1501 gegründete Dorf liegt am Ufer der hier angestauten Kamjanka (Кам'янка), einem 105 km langen, linken Nebenfluss des Ros, 35 km südwestlich vom ehemaligen Rajonzentrum Wassylkiw, 14 km südöstlich der Stadt Fastiw und 72 km südwestlich der Hauptstadt Kiew.
1901 wurde im Ort das orthodoxe Anastasia-Kloster erbaut.
Durch das Dorf verläuft die Regionalstraße P–04.
Der örtliche Fußballverein Kolos Kowaliwka spielt seit der Saison 2019/20 in der Premjer-Liha, der höchsten Spielklasse im ukrainischen Fußball.

## Verwaltungsgliederung
Am 12. Juni 2020 wurde das Dorf zum Zentrum der neugegründeten Landgemeinde Kowaliwka (Ковалівська сільська громада/Kowaliwska silska hromada). Zu dieser zählen auch die 8 in der untenstehenden Tabelle aufgelisteten Dörfer, bis dahin bildete es die gleichnamige Landratsgemeinde Kowaliwka (Ковалівська сільська рада/Kowaliwska silska rada) im Westen des Rajons Wassylkiw.
Am 17. Juli 2020 kam es im Zuge einer großen Rajonsreform zum Anschluss des Rajonsgebietes an den Rajon Bila Zerkwa.
Folgende Orte sind neben dem Hauptort Kowaliwka Teil der Gemeinde:
| Name                     | Name            | Name                               |
| ukrainisch transkribiert | ukrainisch      | russisch                           |
| ------------------------ | --------------- | ---------------------------------- |
| Kyschtschynzi            | Кищинці         | Кищинцы (Kischtschinzy)            |
| Marjaniwka               | Мар’янівка      | Марьяновка (Marjanowka)            |
| Paljanytschynzi          | Паляничинці     | Паляничинцы (Paljanitschinzy)      |
| Polohy                   | Пологи          | Пологи (Pologi)                    |
| Pschenytschne            | Пшеничне        | Пшеничное (Pschenitschnoje)        |
| Ustymiwka                | Устимівка       | Устимовка (Ustimowka)              |
| Tscherwone               | Червоне         | Червоное (Tscherwonoje)            |
| Winnyzki Stawy           | Вінницькі Стави | Винницкие Ставы (Winnizkije Stawy) |